# 奥萨诺韦茨农村居民点
奥萨诺韦茨农村居民点（俄语：Осановецкое сельское поселение）是俄罗斯联邦伊万诺沃州加夫里洛夫镇区所属的一个农村居民点。其下辖有18个居民点，行政中心为奥萨诺韦茨。据2016年统计，该农村居民点的人口为1610人。